# Аеро-клуб Наша крила Параћин
АК „Наша крила” Параћин је аеро клуб основан 1935. године у Параћину. У свом раду, од оснивања, остварио је изузетне спортске резултате  падобранаца и пилота авиона, као и резултате на едукацији младих  моделара, падобранаца, пилота авиона и пилота једрилица.
Аеродром аеро клуба налази се 5,5 km од Параћина, поред села Давидовац, са полетном стазом травнате подлоге и потребним садржајем за одвијање  ваздухопловних активности.
Ваздухопловни  моделари постигли су завидне успехе на републичким и државним првенствима. Падобранци су вишеструки државни прваци, екипно и појединачно, као и на међународним такмичењима. Оборено је више светских и државних рекорда у падобранству. Пилоти су вишеструки државни прваци, екипно и појединачно, у аеро-релију и прецизном летењу. Спортисти Аеро клуба су безброј пута проглашавани  спортистима године региона и града Параћина и Ваздухопловног савеза Југославије и Србије, као и добитници најпрестижнијег признања Ваздухопловног савеза статуе „Златни орао”.
У октобру 2012. године Љубиша Наумовић, актуелни првак државе у класичним падобранским дисциплинама, постао је и најбољи пилот у Србији, освојивши прво место у посади са Александром Годићем у моторном летењу.